# 臺灣仿刺鎧蝦
臺灣仿刺鎧蝦（学名：Munidopsis taiwanica）为鎧甲蝦科仿刺鎧蝦屬下的一个种。